# Oporto (Orense)
Oporto (llamada oficialmente O Porto) es una aldea situada en la parroquia de Santa María de Mones, del municipio español de Petín, en la provincia de Orense, Galicia.

## Demografía
| Gráfica de evolución demográfica de Oporto entre 2000 y 2023 |
|                                                              |
| Datos según el nomenclátor publicado por el INE.             |